# La Vilueña
La Vilueña è un comune spagnolo di 92 abitanti situato nella comunità autonoma dell'Aragona.